# آقای رئیس‌جمهور (فیلم ۱۳۷۹)
آقای رئیس جمهور فیلمی به کارگردانی و نویسندگی ابوالقاسم طالبی و تهیه کنندگی مرتضی شایسته، محصول سال ۱۳۷۹ است. این فیلم برای اولین بار پس از ۱۹ سال ۲۰ آبان ۱۳۹۸ در تلویزیون ملی ایران پخش شد.

## خلاصه داستان
مصطفی ریاحی، رزمنده سالهای جنگ و روزنامه‌نگار به دور از مصلحت گرایی امروز، به خاطر توطئه ای مالی به زندان می‌افتد و نشریه اش تعطیل می‌شود اما با الطاف ظاهری شخصیتی متنفذ از زندان بیرون می‌آید و چون طرز فکر و مقالاتش مورد قبول هیچ‌یک از جناح‌های سیاسی نیست، با دعوت همان شخصیت متنفذ سردبیری روزنامه تازه تأسیسی را به عهده می‌گیرد که مدیر مسئول و صاحب امتیازش همان شخص متنفذ است. فعالیت در آن روزنامه مصطفی را گام به گام از ارزش‌های گذشته و اهداف انقلابی خود و نیز همسرش که همچنان بر آن ارزشهای انقلابی پا می‌فشارد، دور می‌کند، تا اینکه برخورد با دوستان جانبازش او را به خود می‌آورد و هنگامی که صاحب امتیاز روزنامه خود را نامزد ریاست جمهوری اعلام می‌کند، مصطفی در آخرین سرمقاله، ماهیت ضد ارزشی او را برملا می‌سازد. این عمل انقلابی موجبات قتل او را فراهم می‌آورد. اگرچه در آخرین لحظات دوستانش به یاری اش می‌شتابند اما ابتدا همسرش در انفجار خودرو و سپس خودش توسط چند گلوله به قتل می‌رسد. در پایان این گونه وانمود می‌شود که مصطفی و همسرش توسط جناح‌های سیاسی مخالف آن شخصیت متنفذ به قتل رسیده‌اند.

## بازیگران
- یوسف مرادیان
- اردلان شجاع‌کاوه
- مهشید افشارزاده
- حسن جوهرچی
- محمدرضا داوودنژاد
- شهاب عسگری
- رامین نعمتی
- کوروش سرمدی
- شهنام شهابی
- آیدا مطلبی
- محمدباقر سیدی
- وحیده حیدری
- بهروز پیروزیان
- اکبر احمدی